# Jervis Drummond
Jervis Drummond Johnson (Puerto Limón, 8 september 1976) is een voormalig Costa Ricaanse profvoetballer die in 2011 zijn loopbaan beëindigde bij Deportivo Saprissa.
Drummond is rechtsback en beschikt over een flinke dosis snelheid, die hij gebruikt om regelmatig mee naar voren op te stomen tijdens een aanval. Hij speelde vanaf het begin van zijn carrière al bij Deportivo Saprissa. Met die club won hij vier landstitels en tweemaal de CONCACAF Champions Cup. Tijdens het WK voetbal voor clubs in 2005 werd hij met Deportivo Saprissa derde achter São Paulo FC en Liverpool FC.
Zijn interlandcarrière begon op 25 september 1995 met Jamaica als tegenstander. Later zou hij deel uitmaken van de Costa Ricaanse selectie op het WK voetbal 2002 en het WK voetbal 2006. Tijdens het WK 2002 kwam hij niet in actie, bij dat laatste duel kwam hij tot één optreden. Ook maakte hij onderdeel uit van het winnende team tijdens de UNCAF Nations Cup 2004. 
Zijn tweelingbroer Gerald Drummond speelt eveneens voor Deportivo Saprissa. Samen met zijn broer speelde hij op het WK voetbal onder 20 in 1995 dat in Qatar werd gehouden.